# بازی ویدئویی شبیه‌سازی

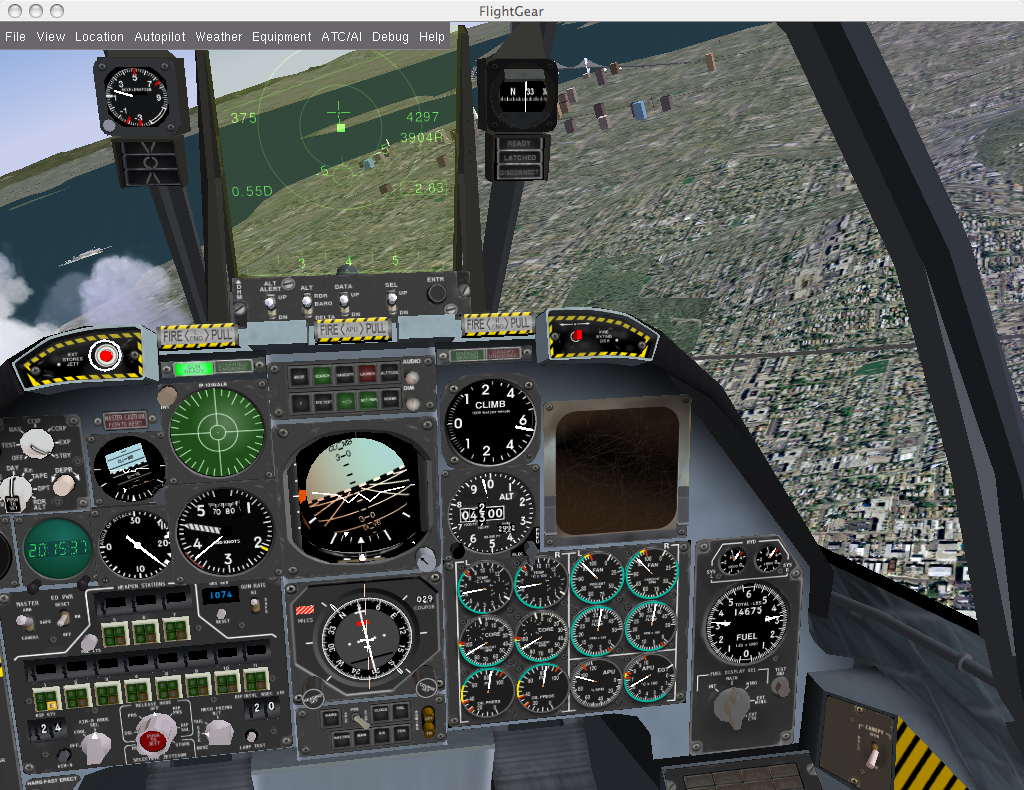
یک بازی ویدویی شبیه سازی خلبانی

بازی‌های ویدئویی شبیه‌سازی، دسته بزرگی از بازی‌های ویدئویی را شامل می‌شوند، که به‌طورکلی برای شبیه‌سازی فعالیت‌های دنیای واقعی طراحی شده‌اند.
یک بازی شبیه‌سازی، فعالیت‌های متنوعی از زندگی واقعی را در یک بازی پیاده می‌کند که برای اهداف متنوعی چون آموزش، تحلیل و پیش‌بینی استفاده می‌شود. در این‌گونه بازی‌ها، معمولاً بازیکن هدف مشخصی را دنبال نمی‌کند و آزادانه یک شخصیت را کنترل می‌کند. برخی نمونه‌های شناخته‌شده این نوع بازی‌ها، بازی‌های مدیریت کسب‌وکار هستند.

## انواع بازی‌های شبیه‌سازی

### شبیه‌سازی ساخت‌وساز و مدیریت
بازی ویدیویی شبیه‌سازی ساخت و ساز و مدیریت یا (CMS) نوعی بازی شبیه‌سازی است که در آن بازیکنان جوامع یا پروژه‌های تخیلی را با منابع محدود می‌سازند، گسترش می‌دهند یا مدیریت می‌کنند. بازی‌های استراتژی گاهی جنبه‌های CMS را در اقتصاد بازی خود وارد می‌کنند، زیرا بازیکنان باید منابع را مدیریت کنند و پروژه‌های خود را گسترش دهند. بازی‌های CMS خالص از این جهت با بازی‌های استراتژی تفاوت دارند که «هدف بازیکن شکست دادن دشمن نیست، بلکه ساختن چیزی در چارچوب یک فرایند مداوم است.» بازی‌های این دسته گاهی «بازی‌های مدیریتی» نیز نامیده می‌شوند.

### شبیه‌سازی زندگی
بازی‌های ویدیویی شبیه‌سازی زندگی (یا بازی‌های زندگی مصنوعی) زیرشاخه‌ای از بازی‌های ویدیویی شبیه‌سازی هستند که در آن بازیکن به یک یا چند شکل به صورت مصنوعی زندگی می‌کند. یک بازی شبیه‌سازی زندگی می‌تواند حول محور «افراد و روابط، یا شبیه سازی یک اکوسیستم» باشد. بازی‌های شبیه‌سازی اجتماعی یکی از زیرشاخه‌های آن هستند. از میان بازی‌های شبیه‌سازی زندگی محبوب می‌توان به سیمز اشاره کرد.

### ورزشی
برخی از بازی‌های ویدئویی انجام یک ورزش را شبیه‌سازی می‌کنند. بیشتر ورزش‌ها توسط بازی‌های ویدیویی، از جمله ورزش‌های گروهی، دو و میدانی و ورزش‌های شدید بازآفرینی شده‌اند. برخی از بازی‌ها بر انجام این ورزش تأکید دارند (مانند سری Madden NFL)، در حالی که برخی دیگر بر استراتژی و سازمان تأکید دارند (مانند Football Manager). برخی مانند Arch Rivals این ورزش را برای جلوه‌های کمیک طعنه می‌زنند. این سبک در طول تاریخ بازی‌های ویدیویی محبوب بوده‌است و مانند ورزش‌های دنیای واقعی رقابتی است. تعدادی از سری بازی‌ها دارای نام و ویژگی‌های تیم‌ها و بازیکنان واقعی هستند و به‌طور مداوم به روز می‌شوند تا تغییرات دنیای واقعی را منعکس کنند.

### بقیه موارد
- شبیه‌ساز پزشکی: در این نوع بازی ویدیویی بازیکن نقش یک پزشک یا جراح را بر عهده می‌گیرد و باید بیماران را درمان کند.
- شبیه‌ساز عکاسی: در بازی‌های شبیه‌سازی عکاسی، بازیکنان از حیوانات یا افراد عکس می‌گیرند.
- شبیه‌سازی نظامی: بازی‌های شبیه‌سازی نظامی، بازی‌های جنگی با درجه واقع‌گرایی بالاتری نسبت به سایر بازی‌های جنگی هستند که در یک محیط فانتزی یا علمی تخیلی تنظیم می‌شوند. این بازی‌ها تلاش می‌کنند تا جنگ واقعی را در سطح تاکتیکی یا استراتژیک شبیه‌سازی کنند.
- شبیه‌ساز راندن وسایل نقلیه